# Gerd Lüdemann
Gerd Lüdemann (Visselhövede, 5 luglio 1946 – Gottinga, 23 maggio 2021) è stato un teologo tedesco.
Ha insegnato teologia e Nuovo Testamento, nel periodo 1983-1999, alla Facoltà Teologica Protestante della Georg-August-Universität di Gottinga. Dal 1999 fino al pensionamento nel 2011, ha presieduto la cattedra di Storia e letteratura del cristianesimo primitivo presso l'Institut für Spezialforschungen della stessa università.

## Le origini del cristianesimo
Dopo un periodo di insegnamento e di ricerca presso la McMaster University (1977-79) e la Vanderbilt University (1979-1982), gli è stata assegnata nel 1983 la cattedra di Studi sul Nuovo Testamento alla Facoltà di Teologia della Georg-August-Universität di Gottinga.

Nel marzo 1998, dopo una serie di pubblicazioni storico-critiche sul cristianesimo delle origini, ha pubblicato il libro Der große Betrug. Und was Jesus wirklich sagte und tat ("La grande frode. Ciò che Gesù ha detto e fatto veramente"), dove ha analizzato i testi dei Vangeli canonici e del Vangelo di Tommaso per delineare la figura del Gesù storico rispetto alla tradizione cristiana successiva. Con l'ausilio dei criteri storico-critici, Lüdemann afferma che il dato empirico testimonia come «solo il cinque per cento delle parole e delle azioni di Cristo è da attribuire a Cristo stesso. Il resto è il risultato di un adattamento successivo.»

Lüdemann si riallaccia al filone critico inaugurato da Hermann Samuel Reimarus, secondo cui Gesù era considerato dai suoi seguaci come un messia politico le cui aspettative sono rimaste deluse per via della condanna a morte: i primi cristiani hanno rimaneggiato la narrazione della vita di Gesù, inventando l'episodio evangelico della resurrezione; il teologo riprende anche l'analisi di Ludwig Feuerbach, per il quale la credenza nell'incarnazione di Dio e negli altri dogmi cristiani ha una spiegazione psicologica.
Il prof. Lüdemann propone la confutazione della verità storica della resurrezione, criticando anche la ricostruzione della figura di Cristo nel libro Gesù di Nazareth di Benedetto XVI, ritenuta «un deragliamento imbarazzante» e «intellettualmente non credibile»

## Contenzioso
Dopo la pubblicazione di Der große Betrug la Confederazione delle Chiese protestanti nella Bassa Sassonia ha chiesto la sua destituzione dalla cattedra di Nuovo Testamento. Lüdemann afferma che i suoi studi lo hanno convinto che la sua precedente fede cristiana, basata com'era su studi biblici, era diventata impossibile: 'la persona stessa di Gesù diventa insufficiente come fondamento della fede una volta che la maggior parte delle affermazioni del Nuovo Testamento su di lui si sono dimostrate essere successive interpretazioni della comunità'.
Sebbene il suo licenziamento sia stato respinto dal governo della Bassa Sassonia, i membri della facoltà, sotto la pressione della Chiesa, si lamentarono con il presidente dell'Università che il professor Lüdemann aveva "messo radicalmente in discussione la solidità intrinseca della teologia protestante presso l'Università". Come risultato la cattedra del Nuovo Testamento è stata ribattezzata come cattedra di Storia e letteratura del primo cristianesimo, il suo finanziamento alla ricerca è stato tagliato ed il suo insegnamento non fece più parte del curriculum. Lüdemann si lamentò dicendo 'la maggior parte dei miei colleghi hanno da tempo lasciato i principi della Chiesa alle loro spalle, ma ancora cercano di attaccarsi a questa tradizione con l'interpretazione simbolica ed altre scelte interpretative'.

## Vita privata
Si sposò ed ebbe quattro figlie. In seguito alla pubblicazione del suo libro Der große Betrug, si dichiarò non credente Morì nel 2021 dopo una lunga malattia.

## Opere (selezione)
1995
- Ketzer: Die andere Seite des frühen Christentums. Radius, Stuttgart, ISBN 3-87173-078-5.
- Osterglaube ohne Auferstehung? Diskussion mit Gerd Lüdemann. Hrsg. v. Hansjürgen Verweyen. Herder, Freiburg, ISBN 3-451-02155-2.
- Was mit Jesus wirklich geschah. Die Auferstehung historisch betrachtet. Mit Alf Özen. Radius, Stuttgart, ISBN 3-87173-033-5.

1997
- Die Bibel der Häretiker. Die gnostischen Schriften aus Nag Hammadi – Erste deutsche Gesamtübersetzung. Mit Martina Janßen. Radius, Stuttgart, ISBN 3-87173-128-5.
Traduzione di Nag-Hammadi-Schriften.[9]

1998
- „Der große Betrug“. Und was Jesus wirklich sagte und tat. (4. Aufl. 2002) Zu Klampen, Springe, ISBN 3924245703.
- Im Würgegriff der Kirche. Für die Freiheit der theologischen Wissenschaft. Zu Klampen, Springe, ISBN 3-924245-76-2.

2001
- Paulus, der Gründer des Christentums. Zu Klampen, Springe, ISBN 3-934920-07-1.

2002
- Die Auferweckung Jesu von den Toten. Ursprung und Geschichte einer Selbsttäuschung. Zu Klampen, Springe, ISBN 3-934920-20-9.

2004
- Das Unheilige in der Heiligen Schrift. Die dunkle Seite der Bibel. 3. Auflage. Zu Klampen, Springe, ISBN 3-934920-03-9.
- Jesus nach 2000 Jahren. Was er wirklich sagte und tat. Mit Beiträgen von Frank Schleritt und Martina Janßen. 2., verbesserte Auflage. Zu Klampen, Springe, ISBN 3-934920-48-9.
- Die Intoleranz des Evangeliums. Erläutert an ausgewählten Schriften des Neuen Testaments. Zu Klampen, Springe ISBN 3-934920-44-6.

2006
- Altes Testament und christliche Kirche. Versuch der Aufklärung. Zu Klampen, Springe, ISBN 3-934920-96-9.
- Das Judas-Evangelium und das Evangelium nach Maria. Zwei gnostische Schriften aus der Frühzeit des Christentums. Radius, Stuttgart, ISBN 978-3-87173-366-6.

2007
- Das Jesusbild des Papstes. Über Joseph Ratzingers kühnen Umgang mit den Quellen. 1. und 2. Auflage. Zu Klampen, Springe, ISBN 978-3-86674-010-5.

2008
- Der erfundene Jesus. Unechte Jesusworte im Neuen Testament. Zu Klampen, Springe, ISBN 978-3-86674-022-8.
- Jungfrauengeburt? Die Geschichte von Maria und ihrem Sohn Jesus. Vollständig überarbeitete und erweiterte Neuausgabe. Zu Klampen, Springe, ISBN 978-3-86674-028-0.
- Arbeitsübersetzung des Neuen Testaments. Mit Frank Schleritt. Vandenhoeck & Ruprecht, Gottinga, ISBN 978-3-8252-3163-7.

2009
- Die ersten drei Jahre Christentum. Zu Klampen, Springe, ISBN 978-3-86674-060-0.

2010
- Die gröbste Fälschung des Neuen Testaments. Der zweite Thessalonicherbrief. Zu Klampen, Springe, ISBN 978-3-86674-090-7.

2011
- Wer war Jesus? Theologisch-politische Interventionen, 1ª ed., Springe, Zu Klampen, ISBN 978-3-86674-144-7. Buchbeschreibung des Verlags
- Der älteste christliche Text. Erster Thessalonicherbrief, 1ª ed., Springe, Zu Klampen, ISBN 978-3-86674-157-7.[10]

2012
- Jesus nach 2000 Jahren – Was Jesus wirklich sagte und tat. Zu Klampen Verlag Springe, ISBN 978-3-86674-173-7.

2013
- Der echte Jesus – Seine historischen Taten und Worte. Ein Lesebuch. Zu Klampen Verlag Springe, ISBN 978-3-86674-186-7.

## Articoli su Gerd Lüdemann
- Christoph Türcke: Erwählung und Verwerfung. Rezension: G. Lüdemann, „Das Unheilige in der Heiligen Schrift“. Stuttgart 1996. In: Die Zeit, 28 marzo 1997.
- Udo Hahn: Gerd Lüdemann – Abschied vom mißverstandenen Jesus. In: Rheinischer Merkur, 20 marzo 1998.
- Ulrich Schmidhäuser: Auf dem Weg zur Einheit der Wahrheit. [Leserbrief-Kommentar zum Fall Lüdemann]. In: SZ, 23./24. maggio 1998.
- Christoph Türcke: Im Würgegriff der Kirche. Muß ein Theologe Christ sein? Der Fall Lüdemann – ein Exempel. In: Die Zeit, 1º ottobre 1998.
- Schmerzlicher Irrtum: Der evangelische Theologe Gerd Lüdemann verabschiedet sich endgültig vom Christentum – mit einem Brief an Jesus. In: Der Spiegel. Nr. 11, 1998.
- Christoph Türcke: Der Mann muß weg. Willig gab der Staat der kirchlichen Forderung nach, den ungläubigen Theologieprofessor Lüdemann von seinem Lehrstuhl zu entfernen. In: Die Zeit, 25 marzo 1999.
- Jan-Martin Wiarda: Forscher ohne Lehrlinge. Der abtrünnige Professor Lüdemann will weiter Theologen prüfen. In: SZ, 18 maggio 1999.
- Jan-Martin Wiarda: „So, Herr Jesus, Schluss mit all dem“. Der ungläubige Theologe Lüdemann im Streit mit der Kirche. In: Der Tagesspiegel, 18 febbraio 2000.
- Gerhard Isermann: Lüdemanns obskure Akten. Noch ein „Leben Jesu“ im Sonderangebot. In: Die Zeichen der Zeit. Lutherische Monatshefte, 2000.
- Theologen gegen Lüdemanns Suspendierung. In: Berliner Morgenpost, 28 marzo 2000.
- Hermann Braun: Kitsch in der christlichen Theologie. In: Wolfgang Braungart (Hg.): Kitsch. Faszination und Herausforderung des Banalen und Trivialen. Tübingen 2002, S. 101–115.
- Rudolf Walther: Der Gott der Vernunft. Über die Bibelkritik von Gerd Lüdemann. In: taz, 16 febbraio 2009. (online)